# 拟钝齿木荷
拟钝齿木荷（学名：Schima paracrenata）为山茶科木荷属下的一个种。

## 扩展阅读
維基物種上的相關：拟钝齿木荷